# 汉渝动车组列车
汉渝动车组列车是中华人民共和国中国高速铁路的多趟运营列车，往来重庆市重庆北站及武汉市武汉站/汉口站，途经重庆市、湖北省共一省一市。

## 运行信息
| 车次    | 运行区间    | 全程用时 | 担当路局             | 车底运用          | 全程票价                    |
| ------- | ----------- | -------- | -------------------- | ----------------- | --------------------------- |
| D2276/7 | 武汉→重庆北 | 7时11分  | 成都铁路局重庆客运段 | 重庆北动车所CRH2A | 一等座309.5元 二等座258.5元 |
| D2278/5 | 重庆北→武汉 | 7时01分  | 成都铁路局重庆客运段 | 重庆北动车所CRH2A | 一等座309.5元 二等座258.5元 |
| D2265   | 汉口→重庆北 | 6时50分  | 成都铁路局重庆客运段 | 重庆北动车所CRH2A | 一等座297.5元 二等座247.5元 |
| D2266   | 重庆北→汉口 | 6时27分  | 成都铁路局重庆客运段 | 重庆北动车所CRH2A | 一等座297.5元 二等座247.5元 |
| D2271   | 汉口→重庆北 | 6时57分  | 成都铁路局重庆客运段 | 重庆北动车所CRH2A | 一等座297.5元 二等座247.5元 |
| D2272   | 重庆北→汉口 | 6时31分  | 成都铁路局重庆客运段 | 重庆北动车所CRH2A | 一等座297.5元 二等座247.5元 |
| D2251   | 汉口→重庆北 | 6时48分  | 武汉铁路局武汉客运段 | 汉口动车所CRH5A   | 一等座297.5元 二等座247.5元 |
| D2252   | 重庆北→汉口 | 6时24分  | 武汉铁路局武汉客运段 | 汉口动车所CRH5A   | 一等座297.5元 二等座247.5元 |

以上数据来自2016.5.15运行图。

## 开通背景
宜万铁路于2014年7月1日将首次开行动车，沪汉蓉客运专线全线开通动车组，标志着铁路东西沿江快速大通道真正形成。中国铁路自2007年以来最大幅度的一次“调图”正式启动。调图后，沪汉蓉铁路大通道沿线上海、南京、武汉、重庆和成都5大中心城市之间将开行多趟动车，上海、南京、武汉等地将首次开通前往重庆、成都方向的动车车组。

## 冠名
奉节县城美、人美、景更美。繁华绚丽的城市，朴实好客的人民，四季分明的美丽景致，犹如一幅画卷呈现眼前。今天，我们举行“奉节号”动车首发仪式，就是将“山水诗城、养生圣地、旅游天堂”——奉节推出重庆、推向全国、推向世界。不管是重庆北至武汉和武汉至重庆北动车D2278/7和D2278/5次“奉节号”动车上，还是在候车厅，还是在出入站口，奉节的身影将伴随你左右。白帝城瞿塘峡4A景区和天坑地缝4A景区如痴如醉迷人的自然景观，千年诗城悠久灿烂的文化和三峡儿女多情浪浪的情怀，将成为国内外游客神往的天堂。